# Carrefours
Pour les articles homonymes, voir Crossroads.
Pour plus de détails, voir Fiche technique et Distribution.
Carrefours (Crossroads) est un film américain réalisé par Jack Conway, sorti en 1942.

## Synopsis
En 1935, le diplomate français David Talbot et son épouse Lucienne profitent de leur troisième mois de mariage à Paris lorsque Talbot est confronté à l'extorqueur Carlos Le Duc qui lui demande de l'argent en échange de ne pas le livrer à la police.
Au cours du procès de l'extorqueur, dont la défense est qu'il cherchait à se faire rembourser une dette par un ancien camarade criminel, Talbot est accusé d'être ce criminel notoire bien qu'Henri Sarrou témoigne qu'il ne l'est pas. Le diplomate prétend que l'amnésie l'empêche de connaître la vérité et son histoire est confirmée par un psychologue, le Dr Tessier et Le Duc est condamné.
Sarrou rend ensuite visite à Talbot à son domicile où l'on apprend qu'il a délibérément fait un faux témoignage pour mettre en place son système de chantage. Il réclame ainsi à la grande stupéfaction du Français un million de francs, la moitié du butin d'un prétendu coup monté par Talbot, du temps où il était prétendument criminel.
Talbot se bat ensuite pour découvrir la vérité sur son passé, tout en gardant Sarrou à distance et sa femme dans l'ignorance.

## Fiche technique
- Titre original : Crossroads
- Titre français : Carrefours
- Réalisation : Jack Conway
- Scénario : Guy Trosper et Frederick Kohner (non crédité) d'après une histoire de John H. Kafka et de Howard Emmett Rogers
- Direction artistique : Cedric Gibbons
- Décorateur de plateau : Edwin B. Willis
- Costumes : Robert Kalloch
- Photographie : Joseph Ruttenberg
- Montage : George Boemler
- Musique : Bronislau Kaper
- Production : Edwin H. Knopf
- Société de production et de distribution : Metro-Goldwyn-Mayer
- Pays : américain
- Langue : anglais
- Genre : Film noir
- Format : Noir et blanc - 35 mm - 1,37:1 - Son : Mono (Western Electric Sound System)
- Durée : 83 minutes
- Dates de sortie :
  - États-Unis : 23 juillet 1942 (New York)

## Distribution
- William Powell : David Talbot / Jean Pelletier
- Hedy Lamarr : Lucienne Talbot
- Claire Trevor : Michelle Allaine
- Basil Rathbone : Henri Sarrou
- Margaret Wycherly : Mme Pelletier
- Felix Bressart : Dr Andre Tessier
- Sig Ruman : Dr Alex Dubroc
- H.B. Warner : Le procureur de la République
- Philip Merivale : Le commissaire

Acteurs non crédités :
- John Mylong : Le baron De Lorrain
- Vladimir Sokoloff : Carlos Le Duc